# Viviane de Santana Paulo

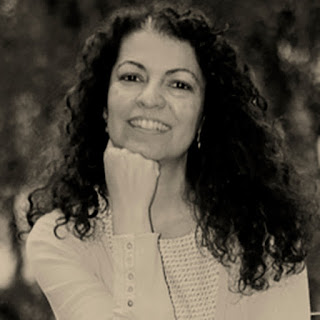
Viviane de Santana Paulo

Viviane de Santana Paulo (* Juli 1966 in São Paulo) ist eine in Berlin lebende brasilianische Schriftstellerin.

## Leben
Viviane de Santana Paulo wuchs in São Paulo auf. 1988 kam sie nach Deutschland und studierte Vergleichende Literaturwissenschaften (Komparatistik) und Germanistik an der Rheinischen Friedrich-Wilhelms-Universität in Bonn, wo sie die Lehrberechtigung für Deutsch als Fremdsprache erwarb. Sie veröffentlichte, neben zahlreichen Artikeln, Erzählungen und Gedichte in mehreren lateinamerikanischen Literaturzeitschriften und Anthologien.

## Werke
- Passeio ao longo do Reno. Gardez! Verlag, Remscheid 2002, ISBN 3-89796-079-6.
- Estrangeiro de mim. Contos. Gardez! Verlag, Remscheid 2005, ISBN 3-89796-152-0.
- Depois do canto do gurinhatã. Futurarte, Rio de Janeiro 2011, ISBN 978-85-7961-389-0.
- Viver em outra língua. Romance. solid earth Verlag, Berlin 2017, ISBN 978-3-9812460-5-6.

Unselbständig erschienene Beiträge:
- Nanaja Meropis: LebensLichtSpuren. Engelsdorfer Verlag, Leipzig 2021, ISBN 978-3-96940-098-2. (Nanaja Meropis ist das Gemeinschaftspseudonym dieser Anthologie für Peter Völker, Nahid Ensafpour, Viviane de Santana Paulo und Erwin Matl).
- Miniaturen. Kleine Prosa von Viviane de Santana Paulo (Brasilien). In: Informationsstelle Lateinamerika: ila. Zeitschrift der Informationsstelle Lateinamerika. Nr. 197, 1996, S. 40–41, ISSN 0946-5057.[2]